# Cotorra de front rosa
La cotorra de front rosa (Pyrrhura roseifrons) és una espècie d'ocell de la família dels psitàcids.

## Hàbitat i distribució
Habita la selva de l'oest de la conca de l'Amazones, a l'est del Perú, sud-est de l'Equador, nord-est de Bolívia i zona limítrofa del Brasil occidental.

## Taxonomia
Alguns autors consideren que en realitat són tres espècies diferents:
- Pyrrhura roseifrons (sensu stricto) - cotorra de front rosa. De l'oest del Brasil, est del Perú i nord de Bolívia

- Pyrrhura parvifrons Arndt, 2008 - cotorra de Garlepp.[3] Del nord-est del Perú.

- Pyrrhura peruviana Hocking, Blake et Joseph, 2002 - cotorra del Perú.[4] Del nord i centre del Perú i sud-est de l'Equador.